# Stenocercus torquatus
Stenocercus torquatus — вид ігуаноподібних ящірок родини Tropiduridae. Ендемік Перу.

## Поширення і екологія
Stenocercus torquatus мешкають на східних схилах Перуанських Анд в регіонах Хунін і Паско, зокрема в долині річки Чанчамайо. Вони живуть у вологих гірських тропічних лісах, на висоті від 800 до 1800 м над рівнем моря.

## Збереження
МСОП класифікує цей вид як вразливий. Stenocercus torquatus може загрожувати знищення природного середовища.